# Detektive
Detektive ist ein deutscher Spielfilm in Schwarzweiß von Rudolf Thome aus dem Jahr 1968. Das Drehbuch verfasste Max Zihlmann. Die Hauptrollen sind mit Ulli Lommel, Marquard Bohm, Uschi Obermaier (unter dem Namen Chrissi Malberg) und Elke Haltaufderheide besetzt. Die Außenaufnahmen entstanden in München und am Ammersee. Zum ersten Mal ins Kino kam der Film am 23. Mai 1969 in München.

## Handlung
Im Mittelpunkt stehen zwei reichlich schnoddrige Schwabinger Typen, die sich als „Privatdetektive“ betätigen und dabei die seltsame Arbeitsmethode haben, bei einem Auftrag beide Seiten auf dem Laufenden zu halten, um dadurch auf unlautere Weise doppelt zu verdienen. Ihren ersten Fall aber, in dessen Verlauf sie ein Mädchen vor ihrem allzu zudringlichen Liebhaber schützen müssen, schließen sie noch gemeinsam ab, und zwar erfolgreich. Dann jedoch, als es darum geht, die Freundin und den kleinen Sohn eines Industriellen zu beschatten, arbeiten sie nicht nur getrennt, sondern bereits gegeneinander, nicht wissend, dass sie dabei selbst von dem Industriellen aufs Kreuz gelegt werden. Sie müssen daher einsehen, dass man – wissend um ihre ungewöhnliche Berufsauffassung – sie beide hereingelegt hat. Alles war ein abgekartetes Spiel. Aber am Ende verliert es doch der Urheber: eine der gekauften Figuren lässt den vorgetäuschten Mordanschlag zu einem echten Giftmord werden!

## Kritik
- Das Lexikon des Internationalen Films urteilt: „Thomes in Charakter- und Milieuzeichnung bemühter Erstlingsspielfilm verwendet Zitate und Verhaltensmuster einer Kinoerfahrung, die sich der Gesetze der Unterhaltungsindustrie bewußt bleibt. Kein großer, aber ein ehrlicher Film.“[2]
- Dem Evangelischen Film-Beobachter lagen zwei sehr gegensätzliche Kritiken vor. Veröffentlicht wurden beide. In der ersten Zusammenfassung heißt es: „Eine fiktive, ziemlich vielschichtige Handlung um zwei sich selbst mißtrauende Geschäftspartner […] ist hier der Aufhänger für eine erstaunlich sichere Beobachtung heutiger Verhaltensweisen. Für Erwachsene bedenkenswert.“ Der zweite EFB-Kritiker dagegen hält nicht viel von dem Werk: „Reichlich unbekümmert gestrickter und abgedrehter Film jugendlicher Her- und Darsteller, der davon lebt, daß jeder betrügt und jeder mit jedem schläft. Überflüssig für alle.“[1]
- Die Filmbewertungsstelle Wiesbaden erteilte dem Streifen das Prädikat «Wertvoll».